# Nobabgondźo
Nobabgondźo (beng. নবাবগঞ্জ, Nabābgañj; ang. Nawabganj) – miasto w Bangladeszu (prowincja Radźszahi). Według danych szacunkowych na rok 2009 liczy 175 363 mieszkańców.